# آن ريتشاردز

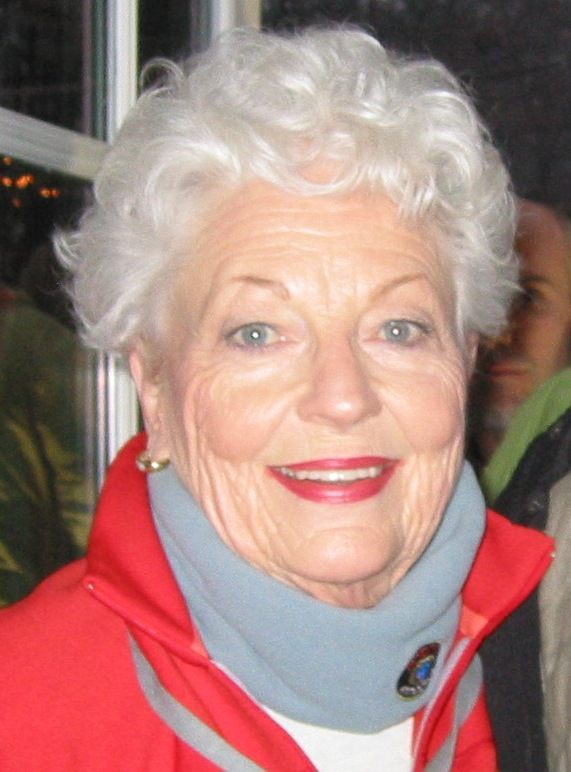
آن ريتشاردز

آن ريتشاردز (بالإنجليزية: Ann Richards) هي سياسية أمريكية كانت حاكمة على ولاية تكساس الأمريكية تنتمي إلى الحزب الديمقراطي. ولدت آن ريتشاردز في الأول من شهر أيلول من سنة 1933 في ولاية تكساس كانت آن ريتشاردز قد تولت منصب حاكم ولاية تكساس ما بين عامي 1991 إلى عام 1995. توفيت آن ريتشاردز في 13 أيلول من سنة 2006 في مدينة أوستن بولاية تكساس.

## روابط خارجية
- آن ريتشاردز على موقع IMDb (الإنجليزية)
- آن ريتشاردز على موقع إن إن دي بي (الإنجليزية)
- آن ريتشاردز على موقع قاعدة بيانات الفيلم (الإنجليزية)